# Adam Glasser (Musiker)
Adam Glasser (* 20. September 1955 in Cambridge, England) ist ein in Großbritannien lebender südafrikanischer Musiker (Mundharmonika, Jazzpiano, Komposition).

## Leben und Wirken
Glasser, dessen Vater der Komponist Stanley Glasser ist, wuchs zeitweise in London und in Johannesburg auf und lernte als Teenager im Dorkay House die Jazzmusiker Barney Rachabane, Mackay Davashe und Allen Kwela kennen. Er studierte europäische Literatur an der University of Warwick und zog 1979 nach Paris, wo er als Barpianist arbeitete. 1981 war er für ein Semester am Berklee College of Music, um dann in London als Musiker zu arbeiten. Er leitete eine eigene Combo, trat Mitte der 1980er Jahre regelmäßig mit Dudu Pukwana auf (der auch seine Komposition „August One“ ins Repertoire aufnahm) und konzertierte auf Festivals in Spanien, Italien und Belgien. Seit 1990 war er für sechzehn Jahre als Pianist und musikalischer Leiter der (wiederbelebten) südafrikanischen Vokalgruppe The Manhattan Brothers tätig, zunächst 1990 anlässlich der Feiern zur Freilassung von Nelson Mandela im Wembley-Stadion, mit denen er auch mit Joe Zawinul auftrat. Auf Tourneen begleitete er weiterhin Martha Reeves (1991) und Jimmy Witherspoon (1993).
Als Mundharmonikaspieler wirkte er an Aufnahmen von Filmmusiken von Christopher Young (Hard Rain, 1997), Elliot Goldenthal (The Good Thief, 2002) und Howard Shore mit sowie in der Theaterproduktion The Postman Always Rings Twice mit der Musik von Django Bates und weiteren Londoner Theaterproduktionen. 1999 begleitete er Stevie Wonder bei öffentlichen Auftritten. Als Solist trat er mit dem BBC Concert Orchestra in der Royal Albert Hall auf. Als Studiomusiker ist er auf Alben von Dominic Miller (Second Nature und Fourth Wall), Zizi Possi (Bossa), Carl Orr (Absolute Freedom feat. Billy Cobham) und Zero 7 (When It Falls) zu hören. Auch ging er mit Incognito auf Tournee.

## Preise und Auszeichnungen
Als Komponist gewann er 1996 den Peter Whittingham Award. Im April 2010 wurde sein Album Free at First mit dem südafrikanischen SAMA Award als „bestes zeitgenössisches Jazz-Album“ ausgezeichnet.

## Diskographische Hinweise
- Adam Glasser Quartet Live at the Space Theatre (1997, mit Pinise Saul, Elliot Ngubane u. a.)
- Manhattan Brothers Inyembezi (2006)
- Free at First (2009, mit Robin Aspland, Pinise Saul, Anita Wardell, Steve Watts, Tristan Mailliot u. a.)